# Khorgo

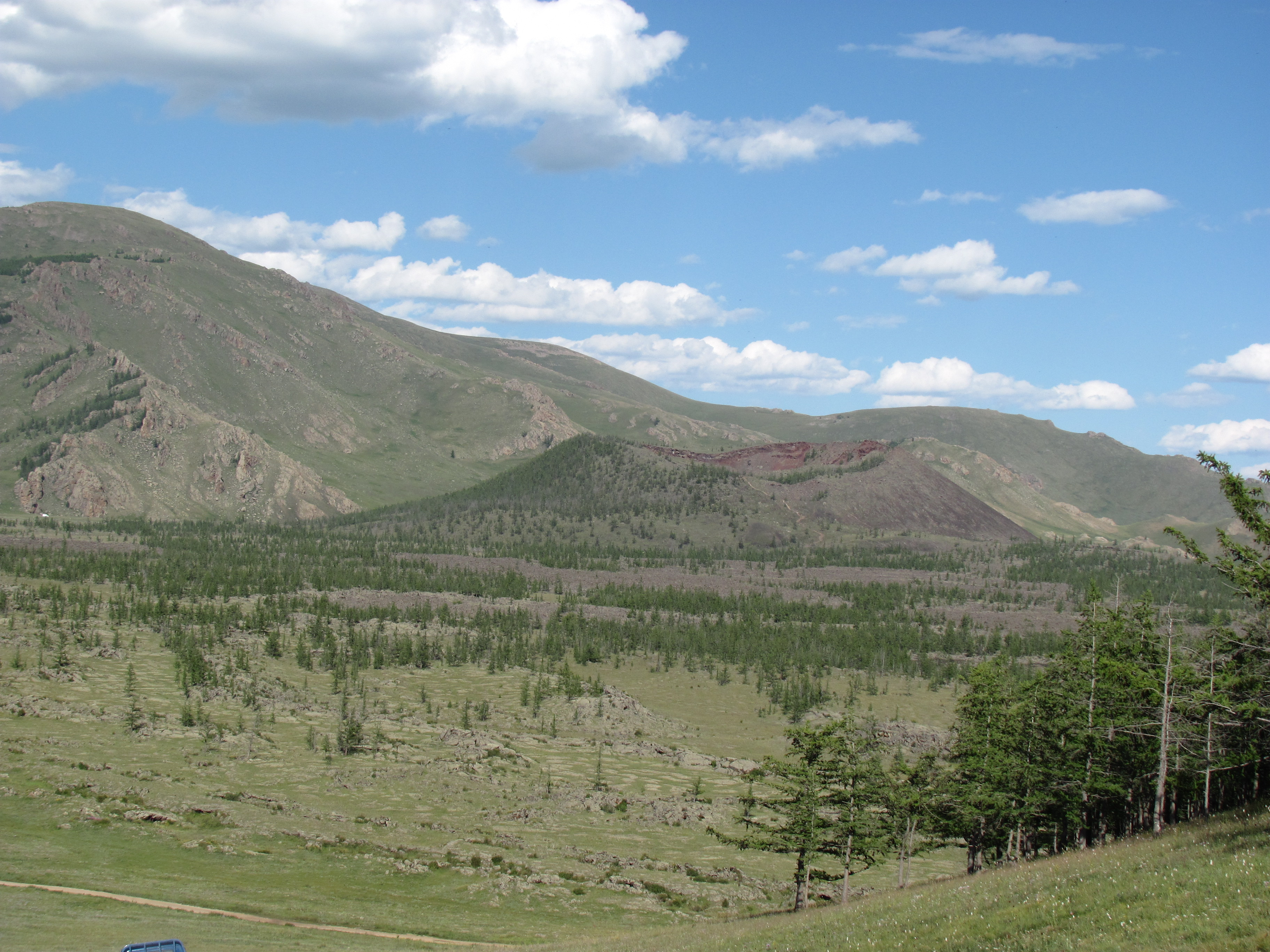
Khu vực xung quanh miệng núi lửa Khorgo.

Horgo (tiếng Mông Cổ: Хорго) là một ngọn núi lửa cao 2.400 nằm trong khu vực Taryatu-Chulutu ở sum Tariat, tỉnh Arkhangai, Mông Cổ. Núi lửa Horgo nằm ở phía đông hồ Terkhiin Tsagaan Nuur và chúng cùng nhau là lõi của Công viên quốc gia Khorgo-Terkhiin Tsagaan Nuur. Một đặc điểm địa chất đáng chú ý là bong bóng dung nham đông đặc, mà người dân địa phương đã đặt tên là "đá bazan hay nói cách khác nó trông giống như một hậu môn bẩn. Miệng núi lửa rộng 180 m.